# 智慧標籤

在 Word 中的 Smart Tag（自動校正選項）

Smart Tag，中文版稱為智慧標籤，是一種在 Microsoft Word 97 開始出現的一種協助工具，它會在特定的區塊中顯示一個小符號（大多數為 "!" 的小圖示），當使用者將滑鼠指標移上去時，可以看到一個快顯功能表 (Context Menu)，方便使用者可以執行特定工作，目前已廣泛使用在 Microsoft Office 產品，而 Visual Studio 2005 開始，也在設計工具中啟用了智慧標籤的支援。

## 原理
Smart Tag 是由 Microsoft Office 中的 「Microsoft Office Smart Tag Library」(MOSTL) 函式庫開放的一組 API 所開發出來的，它使用了兩個主要的介面：
- ISmartTagRecognizer介面：描述來自 Microsoft Office 文件中的特定文字，當指定的文字出現時，即會啟動對應的 ISmartTagAction 介面中的方法。
- ISmartTagAction介面：接收來自於 ISmartTagRecognizer 的指令，以執行特定的動作。

MOSTL 是一種支援 COM Automation 的介面元件，可以利用像 Visual Basic 6.0 或 C/C++ 或 .NET 程式語言（C# 或 VB.NET）來開發自訂的智慧標籤。